# Периферійні пристрої (телесеріал)
Перифері́йні при́строї (англ. The Peripheral) — американський науково-фантастичний стримінговий телевізійний серіал 2022 року, створений виконавчим продюсером Скоттом Смітом. Заснований на однойменній книзі Вільяма Ґібсона 2014 року. Творці серіалу Край «Дикий Захід» Джонатан Нолан і Ліза Джой виступають виконавчими продюсерами, а також Атена Вікхем, Стів Гобан і Вінченцо Наталі. У лютому 2023 року серіал було продовжено на другий сезон, однак вже у серпні цього ж року серіал вимушено закрили через страйк SAG-AFTRA та страйк Гільдії сценаристів Америки. Amazon Prime Video вирішив не продовжувати телесеріал
на другий сезон.

## Сюжет
У недалекому майбутньому амбітна Флінн Фішер живе в американській глушині. Її брат Бертон — колишній морпіх — отримує пенсію по інвалідності та підробляє бета-тестувальником нової відеогри у віртуальній реальності. Якось він просить сестру підмінити його на сеансі тестування нового пристрою. Так Флінн потрапляє в нову реальність футуристичного Лондона кінця XXI століття і знайомиться з технологією, яка невловимо змінює людське суспільство.

## Актори
- Хлоя Грейс Морец — Флінн Фішер
- Гері Карр[en] — Вілф Незертон
- Джек Рейнор — Бертон Фішер
- Джей Джей Філд[en] — Лев Зубов
- Т'Нія Міллер[en] — Шеріз Нуланд
- Луїс Гертум[en] — Корбелл Пікетт
- Кеті Люнг[en] — Еш
- Мелінда Пейдж Гамільтон[en] — Елла Фішер
- Кріс Кой[en] — Джаспер Бейкер
- Алекс Ернандес — Томмі Константін
- Джуліан Мур-Кук — Оссіан
- Аделінд Горан[en] — Біллі Енн Бейкер
- Остін Райзінг — Леон
- Елай Горі[en] — Коннер Пенске
- Шарлотта Райлі — Аеліта Вест
- Ембер Роуз Рева[en] — Грейс
- Александра Біллінгс — детектив Ейнслі Лоубір

## Епізоди
| № серії | Назва серії                                                   | Режисер(и)      | Сценарист(и)                                            | Оригінальна дата виходу |
| ------- | ------------------------------------------------------------- | --------------- | ------------------------------------------------------- | ----------------------- |
| 1       | «Пілотний епізод» «Pilot»                                     | Вінченцо Наталі | Скотт Сміт                                              | 21 жовтня 2022          |
| 2       | «Бонус за емпатію» «Empathy Bonus»                            | Вінченцо Наталі | Скотт Сміт                                              | 21 жовтня 2022          |
| 3       | «Гаптичний дрифт» «Haptic Drift»                              | Елрік Райлі     | Скотт Сміт                                              | 28 жовтня 2022          |
| 4       | «Джекпот» «Jackpot»                                           | Елрік Райлі     | Сюжет: Бронвін Гарріті Постановка: Скотт Сміт           | 4 листопада 2022        |
| 5       | «А що з Бобом?» «What About Bob?»                             | Вінченцо Наталі | Джеймі Чан                                              | 11 листопада 2022       |
| 6       | «Іди на … і їж лайно» «Fuck You and Eat Shit»                 | Вінченцо Наталі | Грег Плегеман, Скотт Сміт                               | 18 листопада 2022       |
| 7       | «Дудад» «The Doodad»                                          | Елрік Райлі     | Джеймі Чан, Скотт Сміт                                  | 25 листопада 2022       |
| 8       | «Створення тисячі лісів» «The Creation of a Thousand Forests» | Елрік Райлі     | Сюжет: Скотт Сміт Постановка: Скотт Сміт, Грег Плегеман | 2 грудня 2022           |

## Виробництво

### Розробка
У квітні 2018 року творці телесеріалу «Край «Дикий Захід»» Джонатан Нолан і Ліза Джой анонсували телесеріальну адаптацію однойменного роману Вільяма Ґібсона для Amazon Prime Video із зобов'язанням створити сценарій до серіалу. У квітні 2019 року оголошено, що Джой і Нолан підписали загальну угоду про перший погляд на Amazon Studios. Проєкт отримав замовлення на серіал у середині листопада 2019 року. Джой і Нолан є виконавчими продюсерами відповідно до загальної угоди. Крім Джой і Нолана, виконавчими продюсерами стали Атена Вікхем, Стів Гобан і Вінченцо Наталі. Шоу складається з годинних епізодів, розроблених Kilter Films через Amazon Studios. Warner Bros. Television Studios також є співфінансувальником і продюсером. Скотт Сміт є сценаристом. Він створив серіал, а також виступав шоуранером і виконавчим продюсером. Наталі був режисером пілотних епізодів. 30 березня 2021 року Грег Плегеман приєднався до серіалу як виконавчий продюсер і замінив Сміта як шоуранера.
Бюджет першого сезону серіалу склав близько 175 мільйонів доларів.
У лютому 2023 року Amazon Prime Video продовжила серіал на другий сезон.
18 серпня 2023 року другий сезон серіалу скасований через страйк SAG-AFTRA та страйк Гільдії сценаристів Америки.

### Кастинг
У жовтні 2020 року було оголошено, що Хлоя Грейс Морец буде обрана на головну роль Флінн Фішер , а Гері Карр також приєднається до основного акторського складу. У березні 2021 року Джек Рейнор приєднався до серіалу в головній ролі. Наступного місяця Елай Горі, Шарлотта Райлі, Джей Джей Філд, Аделінд Горан, Т'Нія Міллер і Алекс Ернандес були додані до основного акторського складу. У червні 2021 року Луїс Гертум, Кріс Кой, Мелінда Пейдж Гамільтон, Кеті Люнг і Остін Райзінг приєдналися до акторського складу у періодичних ролях . У липні 2021 року Александра Біллінгс приєдналася до акторського складу у періодичній ролі.

### Зйомки
Основні зйомки серіалу розпочалися 3 травня 2021 року у Лондоні (Велика Британія). 24 вересня зйомки перенеслися у Маршалл (Північна Кароліна, США). Виробництво першого сезону завершено 5 листопада 2021 року.

## Показ
Світова прем’єра відбулася 11 жовтня 2022 року у готелі Ace Hotel у Лос-Анджелесі, а 21 жовтня 2022 року серіал дебютував на Amazon Prime Video. Як і в інших шоу Amazon, епізоди транслюються опівночі на сході, тому технічно дати випуску для тихоокеанської аудиторії припадають на день раніше. Перший сезон містить 8 епізодів.
На початок 2023 року Prime Video не оголошено про продовження серіала на другий сезон, але виконавчий продюсер Ліза Джой заявила про свої очікування: «Я б хотіла мати 2 сезон, 3 сезон і всі сезони світу, щоб досліджувати цей дивовижний, дивовижний роман. Я знаю, що ми вже почали обмірковувати другий сезон у надії, що ми отримаємо другий сезон, а світ стане лише більшим і складнішим».

## Відгуки
На вебсайті агрегатора рецензій Rotten Tomatoes перший сезон отримав рейтинг схвалення 76 % на основі відгуків 51 критика із середньою глядацькою оцінкою 8,7/10. Консенсус критиків веб-сайту говорить: «Десь на межі цього науково-фантастичного бачення є переконливий наратив, але цілеспрямована зосередженість „The Peripheral“ на своїх високих ідеях відбувається за рахунок характеру чи зв'язності».
Metacritic, який використовує середньозважену оцінку, поставив першому сезону 57 зі 100 балів на основі «змішаних або середніх відгуків» 20 критиків.

## Зовнішні посилання
- Периферійні пристрої на сайті Amazon Prime Video (англ.)
- Периферійні пристрої на сайті IMDb (англ.)